# Lukas Soza
Lukas Gustavo Soza Rodríguez (n. Chile, 13 de octubre de 1992) es un futbolista chileno, que juega como lateral derecho en Coquimbo Unido de la Primera División de Chile.

## Trayectoria
Se inició jugando en las divisiones inferiores de Universidad Católica, desde donde fue cedido en julio de 2018 a Deportes Copiapó. Luego de quedar libre del conjunto cruzado, firmó con el León de Atacama en 2019. Tras una buena campaña con Deportes Copiapó, en enero de 2020 luego de la Liguilla de Promoción, es transferido a Deportes Antofagasta de la Primera División.
En enero de 2022, es cedido a préstamo a San Luis de la Primera B chilena por toda la temporada. En 2023 culmina su préstamo, regresando a Deportes Antofagasta, siendo habitual en el equipo en las siguientes campañas en el ascenso.
En diciembre de 2024 es anunciado como refuerzo de Coquimbo Unido de la Primera División chilena.

## Selección nacional

### Selecciones menores
Fue citado por el entrenador Alfredo Grelak, para disputar el Sudamericano Sub-17 2015, participando en 3 de partidos que jugó Chile en dicho certamen. 

#### Participaciones en Sudamericanos
| Competencia              | Sede     | Resultado    | PJ | Goles | Media goleadora |
| ------------------------ | -------- | ------------ | -- | ----- | --------------- |
| Sudamericano Sub-17 2015 | Paraguay | Primera fase | 3  | 0     | 0.0             |

### Clubes
| Club                             | Div           | Temporada     | Liga  | Liga  | Copas nacionales(1) | Copas nacionales(1) | Torneos internacionales | Torneos internacionales | Total | Total |
| Club                             | Div           | Temporada     | Part. | Goles | Part.               | Goles               | Part.                   | Goles                   | Part. | Goles |
| -------------------------------- | ------------- | ------------- | ----- | ----- | ------------------- | ------------------- | ----------------------- | ----------------------- | ----- | ----- |
| Deportes Copiapó · Chile         | 2ª            | 2018          | 23    | 1     | 6                   | 0                   | —                       | —                       | 29    | 1     |
| Deportes Copiapó · Chile         | 2ª            | 2019          | 28    | 0     | 0                   | 0                   | —                       | —                       | 28    | 0     |
| Deportes Copiapó · Chile         | Total club    | Total club    | 51    | 1     | 6                   | 0                   | 0                       | 0                       | 57    | 1     |
| Deportes Antofagasta · Chile     | 1ª            | 2020          | 18    | 0     | —                   | —                   | —                       | —                       | 18    | 0     |
| Deportes Antofagasta · Chile     | 1ª            | 2021          | 9     | 1     | 2                   | 0                   | 2                       | 0                       | 13    | 1     |
| Deportes Antofagasta · Chile     | 2.ª           | 2023          | 26    | 0     | 0                   | 0                   | —                       | —                       | 26    | 0     |
| Deportes Antofagasta · Chile     | 2.ª           | 2024          | 22    | 0     | 2                   | 0                   | —                       | —                       | 24    | 0     |
| Deportes Antofagasta · Chile     | Total club    | Total club    | 75    | 1     | 4                   | 0                   | 2                       | 0                       | 81    | 1     |
| San Luis · Chile                 | 2ª            | 2022          | 28    | 0     | 1                   | 0                   | —                       | —                       | 29    | 0     |
| San Luis · Chile                 | Total club    | Total club    | 28    | 0     | 1                   | 0                   | 0                       | 0                       | 29    | 0     |
| Total carrera                    | Total carrera | Total carrera | 154   | 2     | 11                  | 0                   | 2                       | 0                       | 167   | 2     |
| (1) Incluye datos de Copa Chile. |               |               |       |       |                     |                     |                         |                         |       |       |